# 黃裳 (清朝)
黃裳，字元吉，江西豐城人，生卒年不詳，清代道士。

## 生平
黃元吉於清咸豐年間（1851年－1862年）在四川富順設“樂育堂”講課傳授道學十餘年。於清光緒年間講解《道德經》，後經整理成《道德經講義》，於光緒十年（1884年）刊刻發行。
關於黃元吉的辭世，比較詳細的敘述在李樂俅的《訪道語錄》：「黃元吉祖師清光緒十年丙戌，在四川自流井講道，最後解館，弟子恭送館外，黃當下飛升，徒眾見之，皆痛哭流涕，始後悔往日蹉跎，未嘗從師勇猛學道也。」另外，根據黃元吉的門人流傳，黃元吉是在眾弟子簇擁中，將肉身化為清風而去。
《樂育堂語錄》在民國八年的重刊跋文，龍騰劍稱「先生生於元代，《張三豐集》中敘述師承，先生姓名亦在其列。是書成於道咸年間，計時幾歷千載，而猶聚徒講學，殆所謂留形住世之儔歟？」，認為黃元吉先生是元代人，平時遁形隱跡，直到清朝道光、咸豐年間，才聚徒講學。然以此言之，黃元吉在世之壽幾近千歲，並不合理。《樂育堂語錄》重刊跋文提到的元代黃元吉與清代黃元吉應非同一人。《新譯樂育堂語錄》的作者戈國龍所持的態度是「從學術的立場上說，則凡無有確切證據的事，都要存疑，也許兩人同名純屬巧合吧！」

## 影響
黃元吉一生傳奇異聞甚多，可以說是近代中國傳統內丹集大成者。自黃元吉之後，「天府樂育堂」一派在各地開枝散葉。黃元吉在四川講課的內容，被門人編纂成書，對於現代道家內丹的修煉仍舊發揮著深遠的影響力。
根據門人所述，黃元吉是屬於道家隱仙派。其法脈傳承為：廣成子→黃帝→岐伯天師→老子→尹喜→麻衣道者→陳摶→火龍真人→黃元吉。

## 著作
黃裳生平於樂育堂傳授之講述，由門下弟子筆錄並編纂成《道德經講義》、《樂育堂語錄》、《道門語要》三書留傳於世。據傳尚有《玄宗口訣》、《醒心經注》、《求心經注》等書，然已經失佚。